# 미쓰 코리아
《미쓰 코리아》는 tvN에서 방송되었던 리얼리티 예능 프로그램이다.

## 방송 개요
한국이 그리울 땐, 불러주세요 '미쓰 코리아'. 한국앓이 외국인들을 위한 추억의 한식을 만들어드립니다! 추억의 맛을 찾아주고, 하룻밤 얻어 자는 글로벌 쿡스테이. 이역만리 집-밥 교환 프로젝트.

## 방송 시간
| 방송 채널 | 방송 기간                         | 방송 시간                            |
| tvN       |                                   |                                      |
| --------- | --------------------------------- | ------------------------------------ |
| tvN       | 2019년 3월 24일 ~ 2019년 5월 26일 | 일요일 오후 4시 30분 ~ 오후 6시 10분 |

## 출연자

### 패널
- 한고은
- 신현준
- 조세호
- 박나래
- 황광희
- 돈 스파이크
- 신아영
- 장동윤

## 방영목록

### 2019년
| 회차 | 방송일   | 촬영지                 | 호스트                       | 패널                                                |
| ---- | -------- | ---------------------- | ---------------------------- | --------------------------------------------------- |
| 1회  | 3월 24일 | 미국 워싱턴 D.C.       | 마크 리퍼트                  | 한고은, 박나래, 황광희, 돈 스파이크, 장동윤, 홍성흔 |
| 2회  | 3월 31일 | 미국 워싱턴 D.C.       | 마크 리퍼트                  | 한고은, 박나래, 황광희, 돈 스파이크, 장동윤, 홍성흔 |
| 3회  | 4월 7일  | 미국 앨라배마주        | 조니 맥도웰                  | 한고은, 신현준, 조세호, 황광희, 돈 스파이크, 신아영 |
| 4회  | 4월 14일 | 미국 앨라배마주        | 조니 맥도웰                  | 한고은, 신현준, 조세호, 황광희, 돈 스파이크, 신아영 |
| 5회  | 4월 21일 | 미국 앨라배마주        | 조니 맥도웰                  | 한고은, 신현준, 조세호, 황광희, 돈 스파이크, 신아영 |
| 6회  | 4월 28일 | 프랑스 파리            | 베르나르 베르베르            | 한고은, 신현준, 박나래, 황광희, 돈 스파이크, 장동윤 |
| 7회  | 5월 5일  | 프랑스 샹파뉴          | 토마 데뤼에, 마티아스 데뤼에 | 한고은, 신현준, 박나래, 황광희, 돈 스파이크, 장동윤 |
| 8회  | 5월 12일 | 프랑스 샹파뉴          | 토마 데뤼에, 마티아스 데뤼에 | 한고은, 신현준, 박나래, 황광희, 돈 스파이크, 장동윤 |
| 9회  | 5월 19일 | 스위스 투르가우주 록빌 | 칼 뮐러                      | 한고은, 신현준, 조세호, 황광희, 돈 스파이크, 신아영 |
| 10회 | 5월 26일 | 스위스 투르가우주 록빌 | 칼 뮐러                      | 한고은, 신현준, 조세호, 황광희, 돈 스파이크, 신아영 |

## 시청률

### 2019년
| 회차 | 방송일   | AGB 시청률     |
| 회차 | 방송일   | 대한민국(전국) |
| ---- | -------- | -------------- |
| 1    | 3월 24일 | 2.6%           |
| 2    | 3월 31일 | 1.8%           |
| 3    | 4월 7일  | 1.6%           |
| 4    | 4월 14일 | 1.7%           |
| 5    | 4월 21일 | 1.0%           |
| 6    | 4월 28일 | 1.3 %          |
| 7    | 5월 5일  | 1.6%           |
| 8    | 5월 12일 | 1.5%           |
| 9    | 5월 19일 | 2.5%           |
| 10   | 5월 26일 | 2.2%           |